# Hellerkopf
Der Hellerkopf ist eine 551,8 m ü. NHN hohe Erhebung der Siegerländer Rothaar-Vorhöhen. Er liegt bei Nenkersdorf im nordrhein-westfälischen Kreis Siegen-Wittgenstein.

## Geographie

### Lage
Der Hellerkopf erhebt sich in den Siegerländer Rothaar-Vorhöhen nahe der Grenze zum Rothaargebirge und im Süden des Naturpark Sauerland-Rothaargebirge. Sein Gipfel gehört zur Gemarkung Nenkersdorf; über die Ostflanke verläuft die Grenze zur Gemarkung Werthenbach. Er liegt 2,2 km südlich von Walpersdorf, 1,7 km südsüdöstlich von Nenkersdorf und 2,4 km ostsüdöstlich von Grissenbach, die sich alle an der Sieg befinden, sowie 1,7 km nordwestlich von Alt-Werthenbach, 1,9 km nördlich von Werthenbach-Bahnhof, 2,1 km nordöstlich von Helgersdorf und 2,8 km ostnordöstlich von Salchendorf, die sich alle am Werthenbach befinden; sie alle sind Ortsteile von Netphen. Etwa 700 m nordwestlich des Gipfels befindet sich zudem der Bauernhof Sonnenhof. Nordöstlicher Nachbar des Hellerkopfs ist die Nordhelle (579,9 m) und sein westlicher Ausläufer ist der Heinenberg (530,7 m).
Der Hellerkopf ist 551,8 m hoch. Etwa 15 m südsüdwestlich seines Gipfels liegt ein trigonometrischer Punkt auf 551,6 m Höhe. Auf dem Berg liegen Teile des Landschaftsschutzgebiets Netphen (CDDA-Nr. 390136; 1985 ausgewiesen; 118,9074 km² groß).

### Naturräumliche Zuordnung
Die Nordhelle gehört in der naturräumlichen Haupteinheitengruppe Süderbergland (Nr. 33) und in der Haupteinheit Siegerland (331) zur Untereinheit Siegerländer Rothaar-Vorhöhen (331.2).

### Fließgewässer
Nordwestlich am Hellerkopf vorbei fließt die Sieg, welche in Grissenbach den am Südwesthang der Nordhelle entspringenden Altwiesenbach aufnimmt. Letzterer wird vom auf dem Bergnordwesthang quellenden Strubach gespeist. Auf dem Bergwesthang entspringt der Werthenbach-Zufluss Schalkenbach, und östlich vorbei fließt der Demmbach.

## Verkehr und Wandern
Nordwestlich am Hellerkopf vorbei führt abwärts entlang der Sieg die von der Eisenstraße des Rothaargebirges (Landesstraße 722) kommende L 719 durch Walpersdorf und Nenkersdorf. Südöstlich des Berges verläuft abwärts entlang des Werthenbachs die Kreisstraße 11 (Alt-Werthenbach–Werthenbach-Bahnhof), die in Werthenbach-Bahnhof auf die weiterhin bachabwärts führende L 729 (Hainchen–Werthenbach-Bahnhof–Helgersdorf) trifft. Über die Erhebung führt ein weit verzweigtes Wegenetz von Wald- und Wirtschaftswegen sowie der von Deuz kommende Rothaarsteig-Zubringerweg.